# Tachikawa
Татикава хикоки кабусики гайся (яп. 立川飛行機株式会社) — японская авиастроительная компания, существовавшая с 1924 по 1945
годы.

## История
Компания образована в ноябре 1924 года под наименованием Исикавадзима хикоки Сэйсакусё (яп. 石川島飛行機製作所 — Ishikawajima Hikōki Seisakushō) в качестве дочернего подразделения Ishikawajima Shipyards (будущей IHI Corporation). Компания изготовила свой первый самолёт в 1924 году. В 1936 году Японская императорская армия приобрела контрольный пакет акций в компании, и переименовала в Татикава. Но сама компания оставалась сравнительной небольшой до 1941 года, когда площади заводов были расширены сразу в 13 раз. Во время Второй мировой войны Татикава выпускала приблизительно 9 % всего производства самолётов в Японии.

## Производство
Основной завод компании располагался в Татикаве. Однако с началом войны компания начала стремительно развиваться. В 1942 году был открыт новый завод в Окаяме а в 1944 году и в Кофу.
В течение войны, компания строила по лицензии истребитель Ki-43, а также штурмовик собственной разработки Ki-36.
Кроме того, компания была основным производителем учебных самолётов: Ki-9, Ki-17, Ki-54 и Ki-55 и транспортных машин Ki-34, а также лицензионного варианта Локхида 14 (LO).

## Продукция компании

### Ishikawajima Aircraft
- Ishikawajima T-2 - 1927 прототип разведчика. Построено 2[1].
- Ishikawajima CM-1 (позже Ishikawajima R-1) - (1927) учебный самолёт с деревянным силовым набором. Построен 1[2].
- Ishikawajima R-2 - (1927) учебный самолёт с цельнометаллическим силовым набором. Построены 2[2].
- Ishikawajima T-3 - (1928) прототип разведчика. Построен 1[3].
- Ishikawajima R-3 - (1929) учебный самолёт. Построено 5[4].
- Ishikawajima R-5 - (1933) учебный самолёт. Построено 2[5].

### Tachikawa Aircraft
- Ki-9 - 'Spruce' (1930) учебный биплан

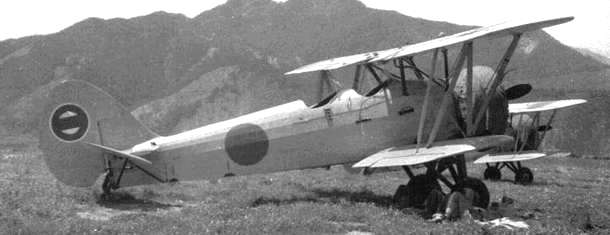
Учебный Ki-9

- KKY - лёгкий санитарный самолёт - построено 23[6].
- KS - самолёт аэрофотосъёмки для Japanese Government Railways - на основе конструкции KKY. В 1939 году построено 2[7].
- Ki-17 - 'Cedar' (1935) биплан для начального обучения
- Ki-24 - лицензионный планёр DFS SG
- Ki-25 - 1937 прототип планёра на основе конструкции Göppingen Gö 3
- Ki-26 - (1936) прототип учебного планёра
- Ki-29 - (1936) прототип лёгкого бомбардировщика; в конкурсе победил Mitsubishi Ki-30
- Ki-36 - 'Ida' (1938) многоцелевой самолёт для Армии
- Ki-54 - 'Hickory' (1940) двухмоторный учебный моноплан
- Ki-55 - 'Ida' (1940) одномоторный учебный самолёт
- Ki-70 - 'Clara' (1943) прототип скоростного фоторазведчика
- Ki-72 - Ki-55 с другим двигателем и убирающимся шасси, не строился
- Ki-74 - 'Pat'/'Patsy' 1944 прототип высотного разведчика-бомбардировщика
- Ki-77 - (1942) экспериментальный двухмоторный дальний транспорт/связной
- Ki-92 - экспериментальный двухмоторный дальний транспорт
- Ki-94 - прототип высотного истребителя-перехватчика
- Ki-104 - ударный вариант Ki-94, не строился
- Ki-110 - деревянный прототип Ki-54
- Ki-111 - проект самолёта-заправщика
- Ki-114 - проект деревянного самолёта-заправщика
- T.S. 1 - лёгкий учебный самолёт
- R-38 - Parasol-winged civil trainer. Построено 2[8].
- Type LO Transport Aircraft - лицензионный Lockheed Model 14 Super Electra.

### Shin Tachikawa Aircraft
- Tachihi R-52 - гражданский учебный самолёт
- Tachihi R-53 - гражданский учебный самолёт
- Tachihi R-MH-310 - гражданский учебный самолёт

## См. также

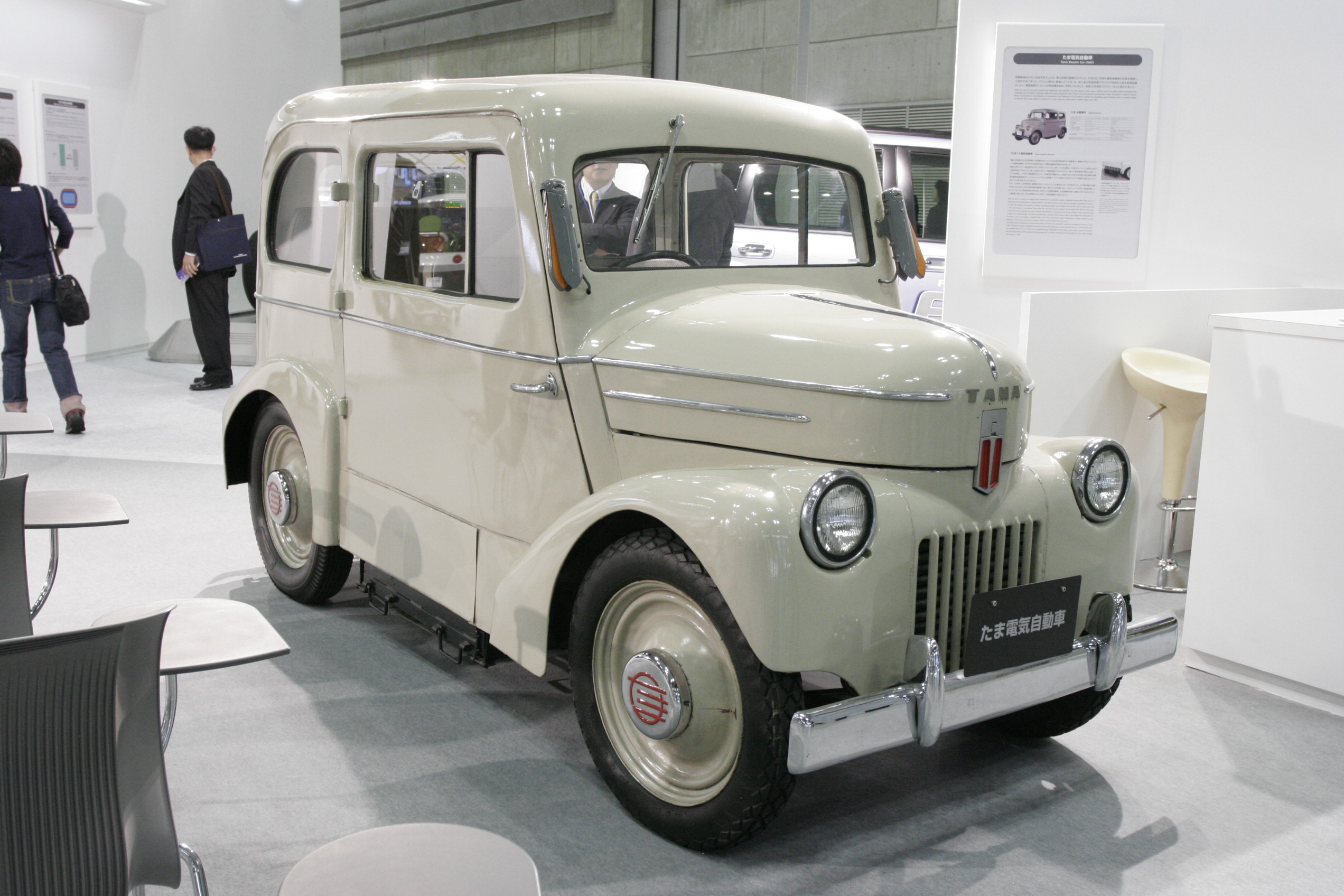
Электромобиль TAMA (1947)

## Галерея

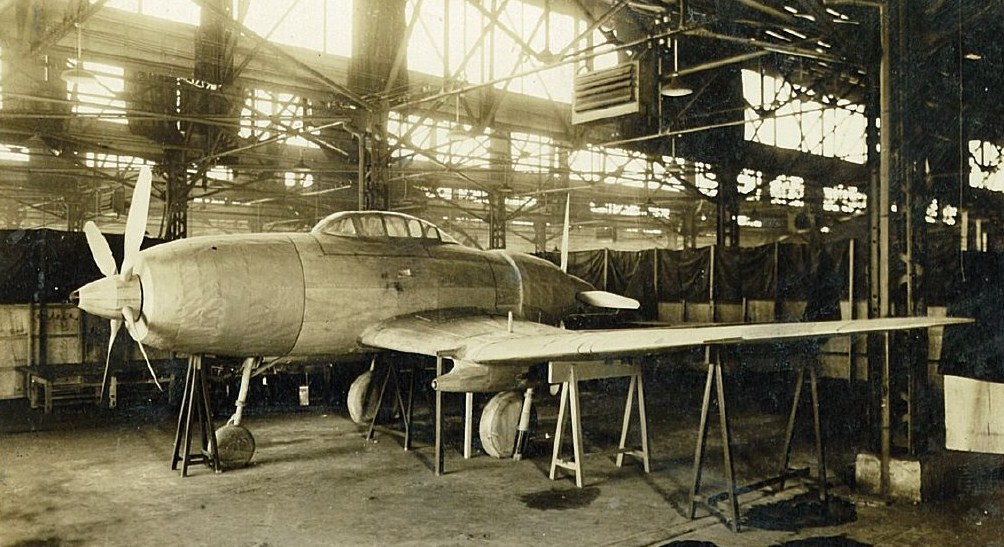
Ki-94-I
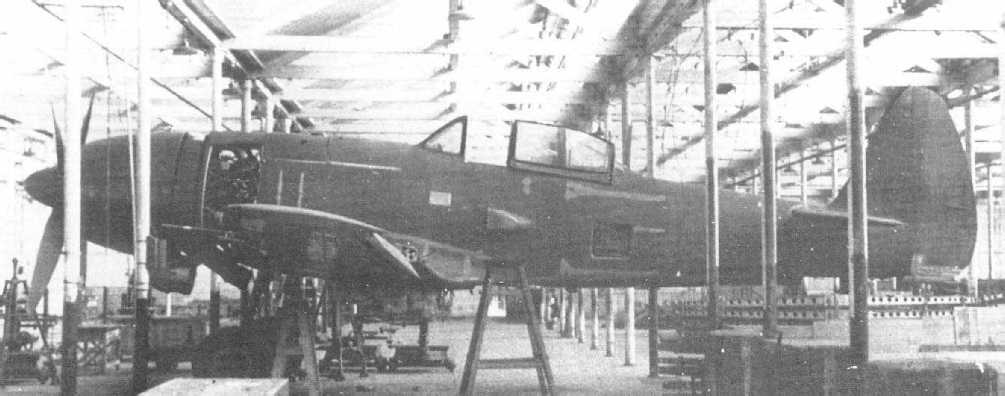
Ki-94-II
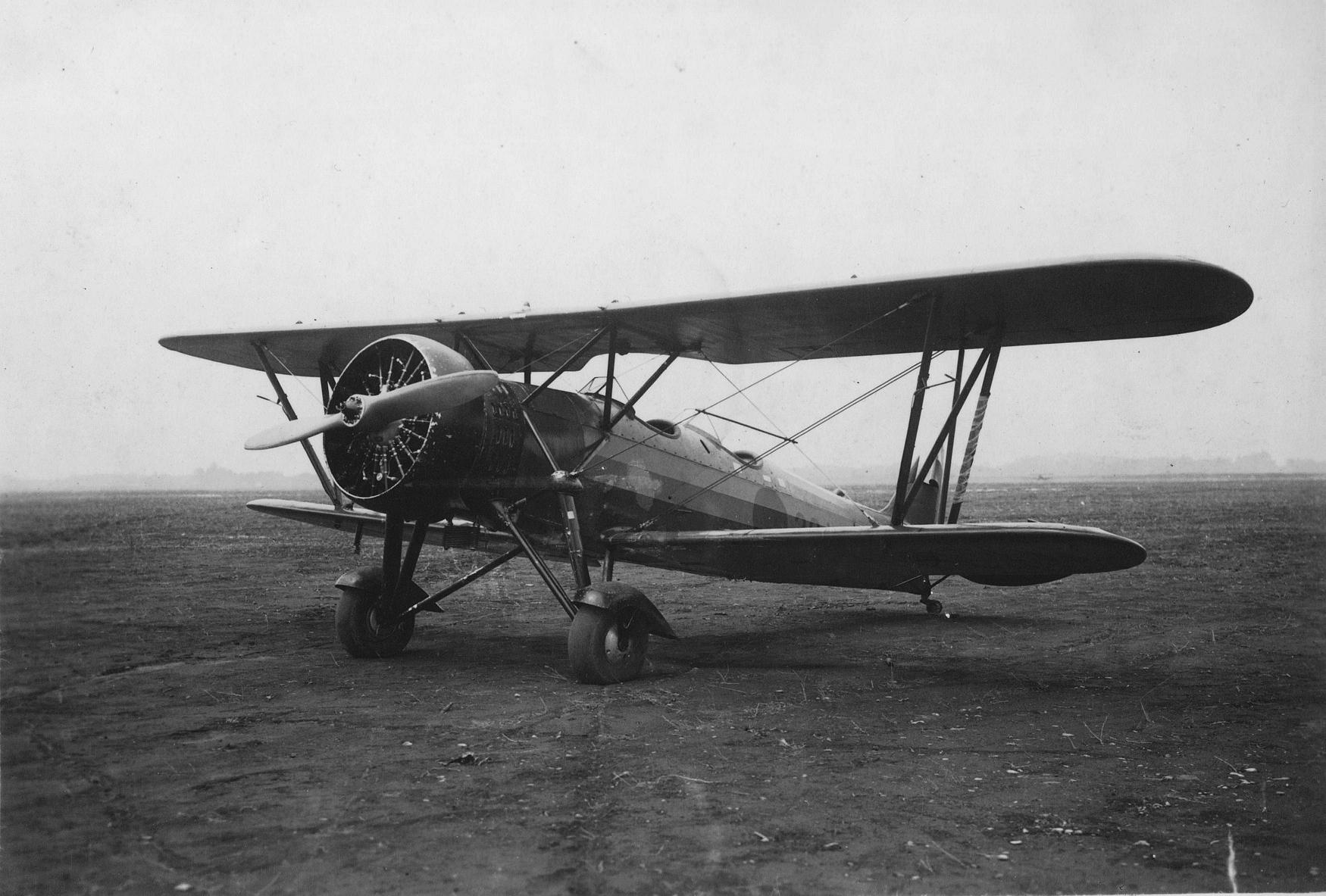
Ki-9
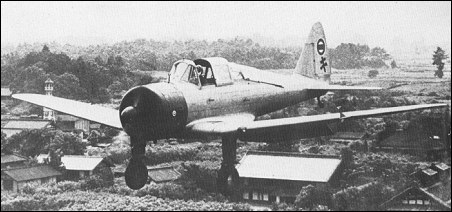
Ki-55
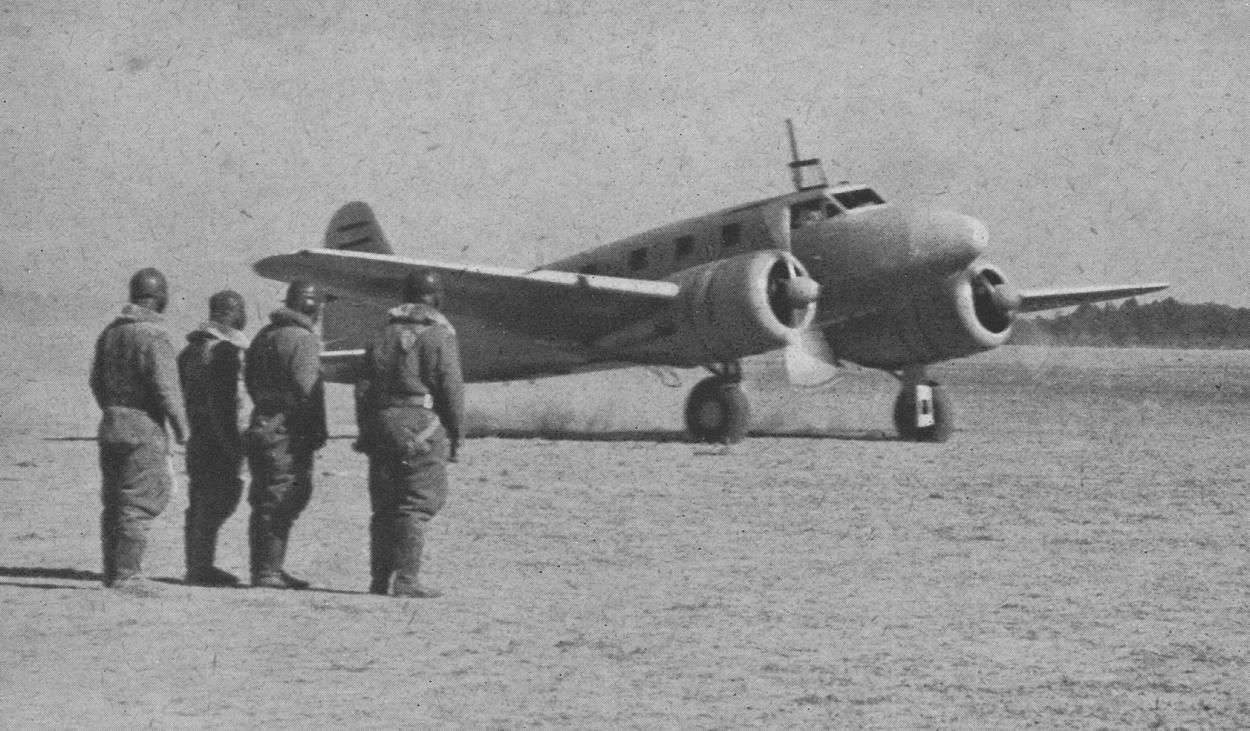
Ki-54
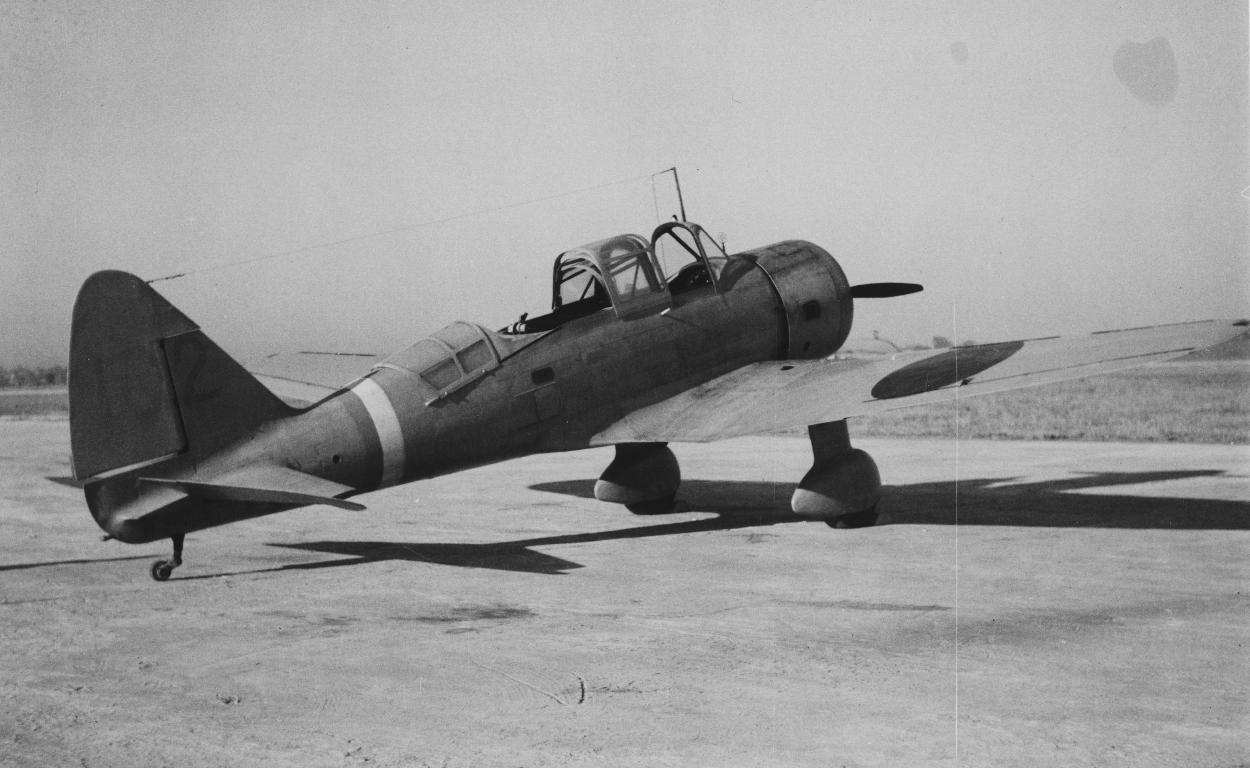
Ki-36
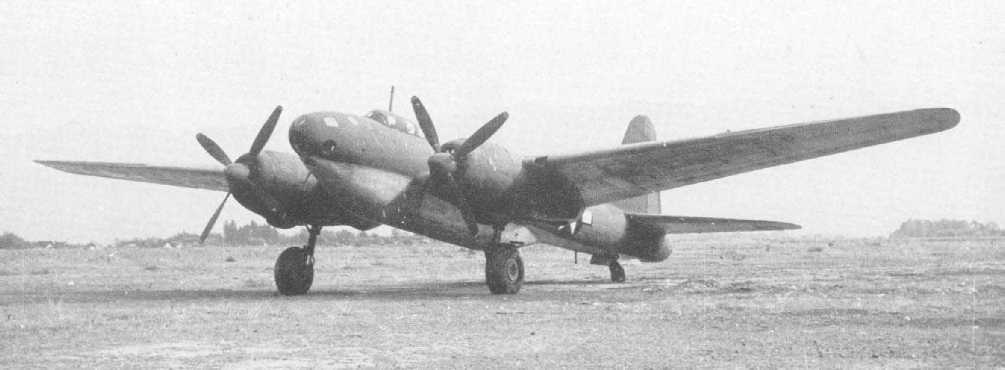
Ki-74
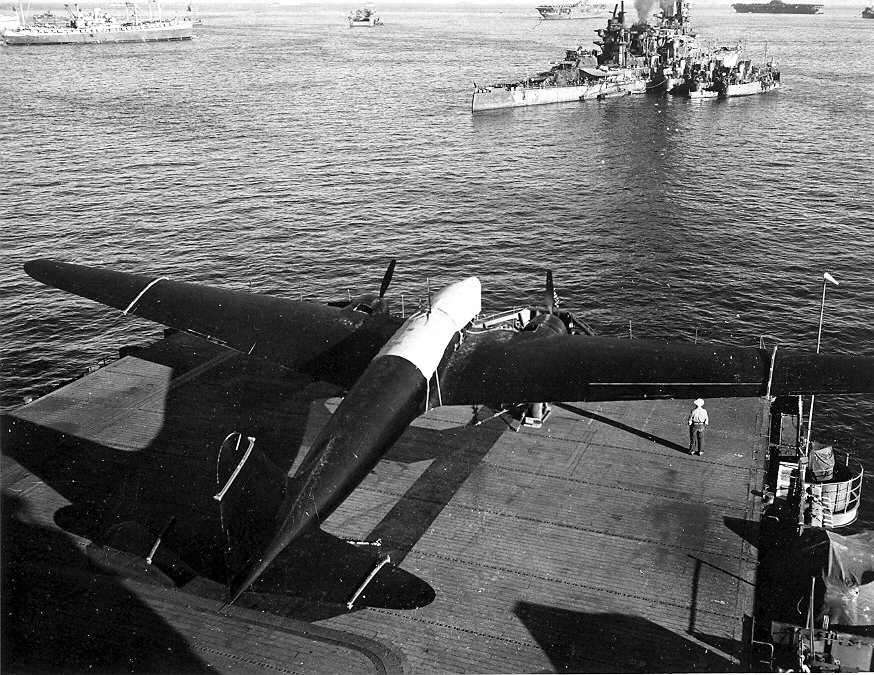
Ki-77(A-26)
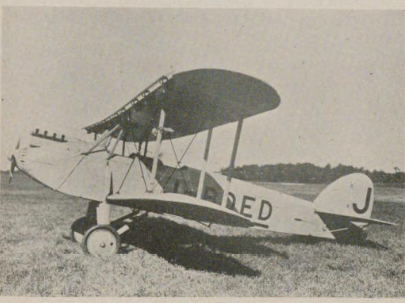
R-3
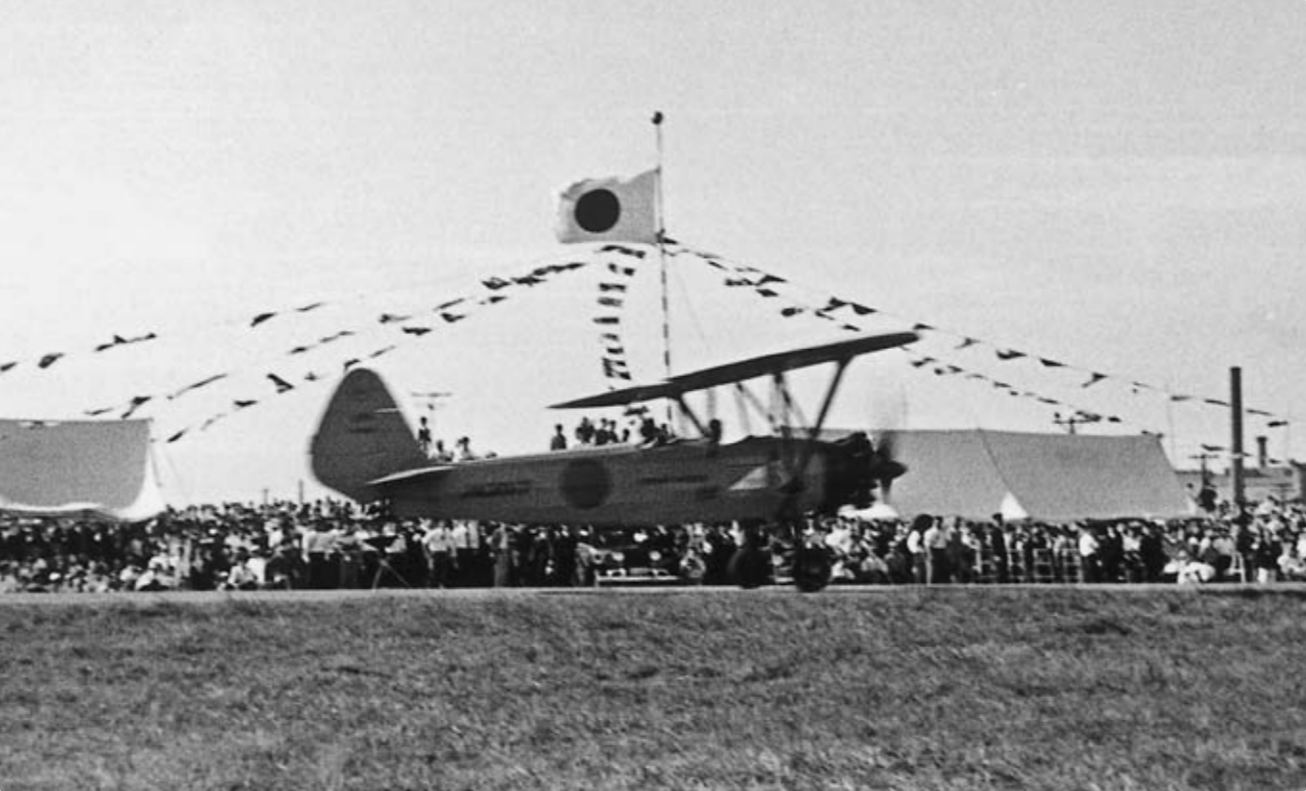
R-52
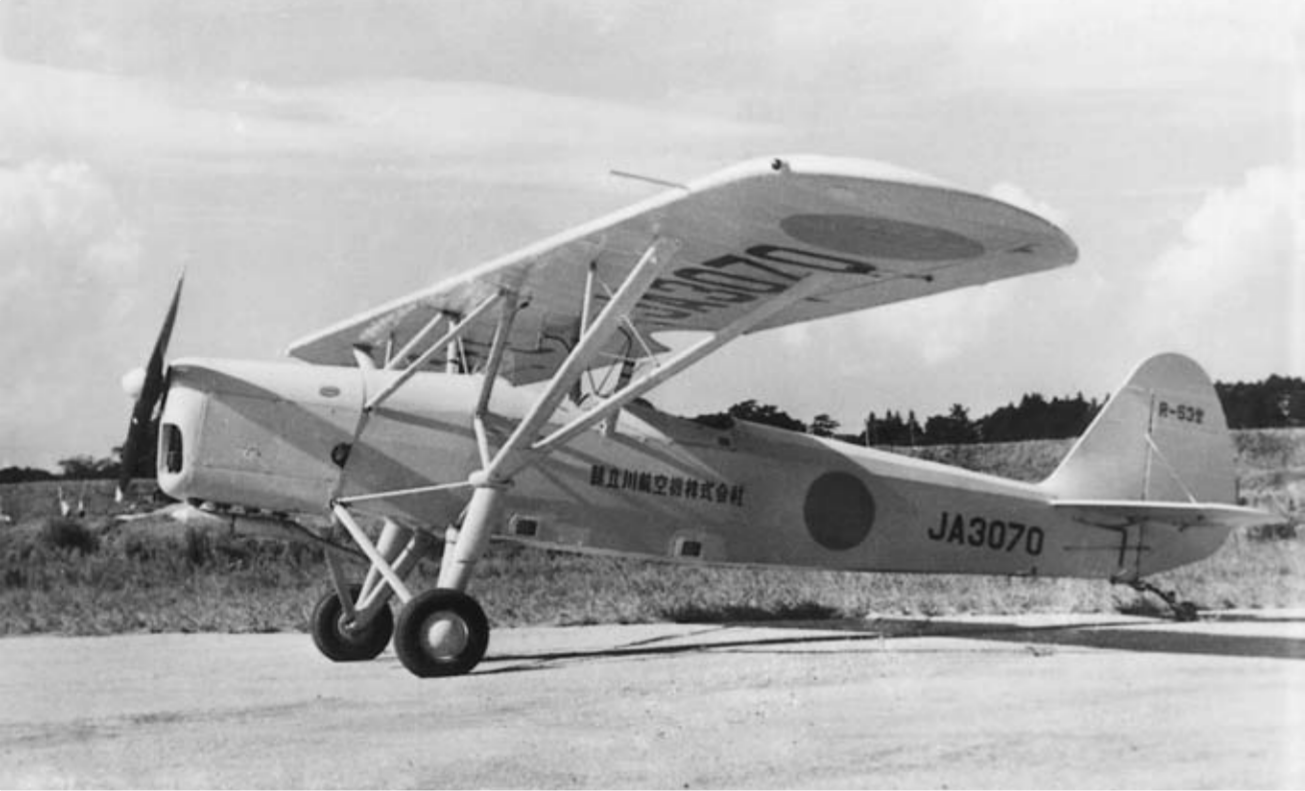
R-53
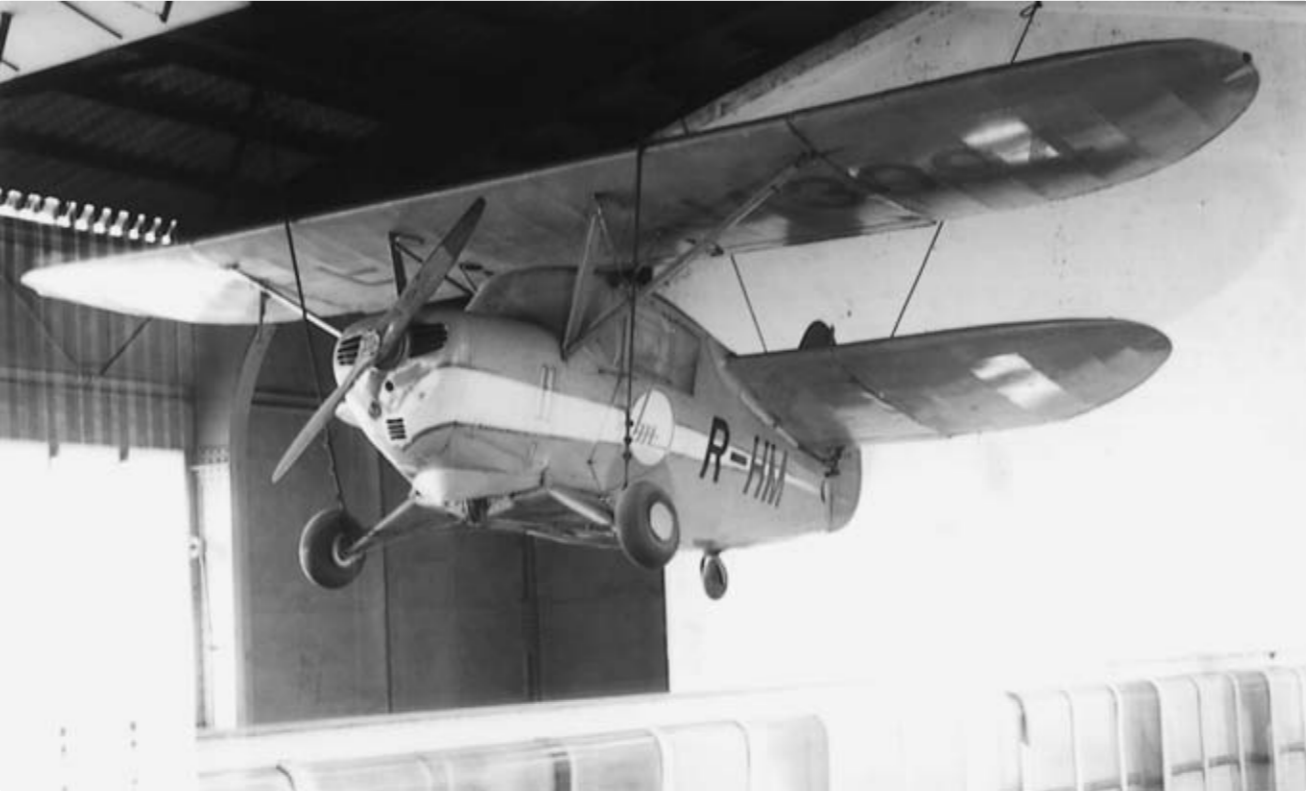
R-HM